# متلازمة الوريد المبيضي
متلازمة الوريد المبيضي هي حالة نادرة (من المحتمل أنها ليست قليلة الحدوث، لكنها تبقى دون تشخيص في حالات كثيرة) يضغط فيها الوريد المبيضي على الحالب (القناة التي تنقل البول من الكلية إلى المثانة). يؤدي ذلك إلى حدوث ألم قولنجي أو مزمن في البطن أو ألم ظهري أو حوضي. يمكن أن يزداد الألم عند الاستلقاء أو في الفترة بين الإباضة والطمث. قد تكون المصابات بالحالة أكثر عرضة للإصابة بعدوى المسالك البولية والتهاب الحويضة والكلية. الوريد المبيضي الأيمن أكثر عرضة للإصابة، ومن الممكن أن تحدث الإصابة في الجانب الأيسر أو في الجانبين معًا. تُصنف هذه الحالة على أنها من متلازمات الاحتقان الحوضي.

## الآلية
في الحالة الطبيعية، يمر الوريد المبيضي فوق الحالب في مستوى الفقرة القطنية الرابعة أو الخامسة. يمر الحالب فوق الشريان الحرقفي الظاهر والوريد الحرقفي الظاهر. يمكن أن تضغط هذه الأوعية على الحالب فتسبب الانسداد. يصب الوريد المبيضي الأيسر في الوريد الكلوي، ويصب الوريد المبيضي الأيمن في الوريد الأجوف السفلي. عند الإصابة بمتلازمة الوريد المبيضي الأيمن، يصب الوريد المبيضي الأيمن في الوريد الكلوي، ويُعتقد أن ذلك يسبب الاحتقان الوريدي، على نحو شبيه بما يحدث عند الإصابة بدوالي الخصية، التي تظهر أكثر في الجانب الأيسر. اقتُرح أن الزاوية المستقيمة بين الوريد المبيضي (أو الوريد الخصيوي في حال الإصابة بدوالي الخصية) والوريد الكلوي هي السبب في نقصان العود الوريدي. 
ترتبط هذه الحالة بمتلازمة كسارة البندق، وفيها ينضغط الوريد الكلوي بين الأبهر والشريان المساريقي العلوي. يؤدي ذلك إلى نشوء مسارٍ دموية جانبية تنزح الدم من الكلية اليسرى، أي ينشأ جريان دموي عكسي (ارتجاع ذيلي) في الوريد الكلوي الأيسر. من عقابيل ذلك متلازمة الاحتقان الحوضي، والدوالي المهبلية والفرجية، ودوالي الساقين. من المفترض أن كل الحالات تحدث لدى إناث حملن في السابق، مرات متعددة.
تكون الدسامات في الوريد المبيضي قاصرة عادةً. لوحظ ذلك لدى السيدات اللواتي حملن مرات متعددة في السابق. يمكن أن يؤدي ضغط الجنين إلى إعاقة عودة الدم عبر الوريد المبيضي. توسع الحالب هو مظهر طبيعي خلال الحمل بسبب الضغط الميكانيكي والتأثير الهرموني للبروجسترون. يمكن أن يحدث توسع الوريد المبيضي بعد خثرة وريدية (تجلط الدم في الوريد).
من النظريات الأخرى المقترحة لتفسير الانسداد مرور الشريان المبيضي والحالب عبر نسيج ليفي، بعد حالة التهابية موضعية. يمكن اعتبار ذلك بمثابة تليف خلف بريتواني.
بعد الانسداد، تحدث حركة دودية في الحالب (تقلصات) تتجه نحو الكلية عوضًا عن التقلصات الطبيعية نحو المثانة. يُعتقد أن هذا هو السبب في حدوث الألم القولنجي (شبيه بالقولنج الكلوي)، ويخف هذا الألم بعد إزالة الضغط عبر الجراحة.

## التشخيص
لأن هذا المرض نادر، فإن التشخيص يكون باستبعاد الحالات الشبيهة ذات الأعراض المماثلة. يُدعم التشخيص من خلال نتائج التصوير الطبقي المحوسب والتصوير بالرنين المغناطيسي والتصوير الصدوي مع الدوبلر أو دونه أو التصوير البولي الظليل.
يجب أن يبحث المتخصصون الذين يجرون تصوير وعائي صدوي عن الارتجاع في الوريد المبيضي لدى المريضات المصابات بدوالي الساقين خاصة إذا لم تترافق الحالة مع ارتجاع في الوريد الصافن قصير أو طويل. يختلف النمط السريري للدوالي بين نوعي دوالي الساقين. يستخدم التصوير بالطبقي المحوسب لاستبعاد المرض البطني أو الحوضي. يمكن أن يظهر التصوير الطبقي المحوسب الوعائي أو الوريدي الارتجاع في الوريد المبيضي ويصور تضخمًا في الوريد المبيضي الأيسر لكنه أقل حساسية وأكثر تكلفة مقارنةً مع التصوير الصدوي مع الدوبلر. يتطلب التصوير الصدوي خبرة بشرية في التصوير الوعائي للأوعية ولذا لا يكون دومًا متوفرًا. إجراء تصوير صدوي مرة ثانية مفضل على التصوير بالطبقي المحوسب.